# 八重子のハミング
『八重子のハミング』（やえこのハミング）は、陽信孝による短歌集・ノンフィクション書籍。2002年4月に小学館から『八重子のハミング : 4度のがん手術から生還した夫がアルツハイマーの妻に贈る、三十一文字のラブレター』のタイトルで発売され、2005年6月7日には文庫版が発売されている。
2016年に映画化された。

## 概要
著者の陽信孝（みなみ・のぶたか）は山口県萩市の教育長も務めた元教諭で、現在は金谷天満宮の宮司を務めている。著者自身が4度のがん手術を受けながらも、若年性アルツハイマー病を発症した妻を約12年間・4000日にわたり介護した様子を、彼が詠んだ約80首の短歌と共に綴ったもので、現代の『智恵子抄』とも評された。

## あらすじ
1991年、中学校校長を務めていた信孝に胃癌が見つかる。元音楽教師だった妻の八重子は信孝を献身的に支えるが、その頃から何度も同じ行動を取る、怒りっぽくなるなど八重子の行動にも異変が生じる。八重子に下された診断は若年性アルツハイマー病への罹患だった。ここから、自らがんと闘いながら、徐々に記憶をなくし童女に帰る妻を介護する日々が始まった。

## 映画
原作者の陽が萩市のコミュニティシネマ「萩ツインシネマ」の運営に関わっていた縁で親交があった佐々部清が映画化を熱望し、陽の同級生らで組織した製作支援萩実行委員会が資金を集めて、ロケ地でもある地元の山口県内では劇場のブッキングも佐々部が自ら行い映画化を果たした。
佐々部は製作した経緯や理由について「10年くらい前に脚本を書いて、4年くらい映画会社を回ったが、結局ダメで、3年前から自分でやり始めた。老々介護の年齢が年々、あがっていく中、僕の母も認知症が始まった。こういう現実をちゃんと考えてもらわなければ、と思ったから。」と話している。升毅が芸能人生42年目にして映画初主演を務めた。
2016年10月29日より山口県で先行上映され、2万5000人以上の動員数を記録した。2017年5月6日より全国公開され、小規模上映ながらもぴあの映画初日満足度ランキングで1位を獲得。公開初日時点では上映館数8館だったが、その後は徐々に上映館数を伸ばし、2017年9月8日時点では当初の目標だった全国30館を大きく上回る88館に達し、更に口コミで全国に評判が広がり2017年10月21日時点では上映館数累計103館にも及んだ。

### あらすじ（映画）
石崎誠吾は自らも4度のガン手術を経験しながらも、若年性アルツハイマー病を患った元音楽教師の妻・八重子なき今、山口県のホールで開かれた講演会で介護問題について語る。夫婦ふたりに残された時間の中で、誠吾は八重子を支え続けた。

### キャスト
- 石崎誠吾 - 升毅
- 石崎八重子 - 高橋洋子
- 石崎千鶴子 - 文音
- 石崎英二 - 中村優一
- 石崎百合子 - 安倍萌生
- 小森正樹 - 辻伊吹
- 石崎誠一郎 - 二宮慶多
- 水本早紀 - 月影瞳
- 青木小夜子 - 朝加真由美
- 中村正義（萩市長） - 井上順
- 榎木貞之 - 梅沢富美男
- 石崎ミツ - 上月左知子
- 服部妙子、西田聖志郎、高松綾香、飯島緋梨 ほか

### スタッフ
- 脚本・監督 - 佐々部清
- 協賛 - 萩市、映画「八重子のハミング」製作支援萩実行委員会
- 音楽 - 穴見めぐみ
- 撮影 - 早坂伸
- 照明 - 田島慎
- 録音 - 臼井勝
- ラボ - ソニーPCL
- プロデューサー - 佐々部清、野村展代、西村祐一
- 協力プロデューサー - 藤得悦
- 製作 - Team「八重子のハミング」（シネムーブ・北斗・オフィスen）
- 配給 - アークエンタテインメント

### 撮影地
- 金谷天満宮（山口県萩市） - 誠吾と八重子の住まい
- 椿群生林（山口県萩市） - かつての教え子・水本早紀と再開する椿のきれいな場所
- 田床山（山口県萩市） - 「一番萩らしい景色じゃけぇ」の場所
- 椿東小学校（山口県萩市） - 孫・誠一郎が通う小学校
- 木間小学校（山口県萩市） - 若かりし頃の誠吾と八重子が教師をしていた学校
- 藍場川（山口県萩市） - 誠吾と八重子が手を繋いで畔を歩く小川
- 橋本橋（山口県萩市） - 誠吾と榎木がはしゃぐ橋
- 喫茶プチハウス（山口県萩市） - 誠吾が同級生と集まる喫茶店
- 荻典礼会館（山口県萩市） - 八重子の葬儀会場・外観
- サンリブ荻（山口県萩市） - 誠吾が弁当を買うスーパー
- 壇之浦パーキングエリア（山口県下関市） - 誠吾が見知らぬ女性に八重子のトイレの介助を頼んだ場所
- ホテルブレス（山口県下関市） - 誠吾と八重子が入ったラブホテル
- 長府製作所記念館「蛍遊苑」（山口県下関市） - 年老いた誠吾が講演をするホール
- 周南典礼会館（山口県周南市） - 八重子の葬儀場・内部
- 徳山医師会病院（山口県周南市） - 誠吾が入院する病院
- ホテル楊貴館（山口県長門市） - 女将さんの優しさに触れた温泉宿
- 元乃隅稲成神社（山口県長門市） - オープニングに“ふるさと”を歌いながら誠吾と八重子が歩く崖
- アモーレヴォレサンマルコ（福岡県北九州市門司区） - 次女・百合子と小森の結婚式場
- 風の丘公園（島根県益田市・石見空港そば） - 飛行機が見える公園